# Manfred Linck
Manfred Linck (* 1957) ist ein deutscher Publizist, Historiker und Oberstleutnant im Ruhestand.

## Leben
Manfred Linck war als Oberstleutnant der Bundeswehr unter anderem in Afghanistan aktiv. Er nahm nach seiner militärischen Dienstzeit an der Universität Halle ein Geschichtsstudium auf, das er im Jahr 2017 mit einer Masterarbeit abschloss, die er anschließend in einer erweiterten Fassung unter dem Titel Die mitteldeutsche Stadt zur Zeit der Hussitenkriege. Die militärische Seite der Städte im historischen ostsächsischen Raum in der ersten Hälfte des 15. Jahrhunderts noch im selben Jahr veröffentlichte. Manfred Linck forscht zur Zeit- und Militärgeschichte und veröffentlicht zu dieser Thematik mit Schwerpunktbildung zum mitteldeutschen Raum. Besondere mediale Rezeption erhielten seine Forschungsarbeiten zu möglichen Verbrechen von Günther Adolphi und dessen Rolle im KZ Auschwitz.
Manfred Linck kandidierte bei der Wahl 2019 zum Stadtrat der Stadt Bad Dürrenberg auf der Liste der CDU und wird in der Stiftung Mitteldeutscher Kulturrat als Beirat erwähnt.

## Veröffentlichungen (Auswahl)
- Stadt und Militär im Spätmittelalter. Die militärische Macht der mitteldeutschen Städte zur Zeit der Hussitenkriege. 1. Auflage. Verlag Dr. Köster, Berlin 2017, ISBN 978-3-89574-926-1.
- Die mitteldeutsche Stadt zur Zeit der Hussitenkriege die militärische Seite der Städte im historischen ostsächsischen Raum in der ersten Hälfte des 15. Jahrhunderts. In: Hochschulschrift. Universität Halle, Halle 2017, OCLC 1284914269.
- Die Artillerie der Stadt Erfurt im Jahrhundert zwischen 1348 und 144. OCLC 1034534291.
- Die Moritzburg in Halle – die militärische Seite einer Residenz am Übergang vom Mittelalter zur frühen Neuzeit. Eine baugeschichtliche und fortifikatorische Betrachtung 1478-1550. OCLC 1251472122.
- „Hussiten!“ Ein Nordhäuser Brief an Mühlhausen von 1430 im Erfurter Stadtarchiv. OCLC 1034528107.
- Die Erneuerung der Befestigungen durch Bischof und Rat in Merseburg ab 1447. In: Mitteldeutsches Jahrbuch für Kultur und Geschichte. Halle 2021, OCLC 1235884762.
- mit Ute Schnell: Sanitätswesen und Rotes Kreuz in der Schlacht von Langensalza. Geschichte der Wehrmedizin. In: Wehrmedizinische Monatsschrift. 62 (2018), 12/2018 Auflage. 2021, S. 431–433 (bundeswehr.de [PDF]).
- mit Michael Kirchschlager: Steinkugeln und Riesengeschütze im Mittelalter. Erfurt 1377 und 1447. 2021, OCLC 1296276286.